# Authon-du-Perche (ancienne commune)

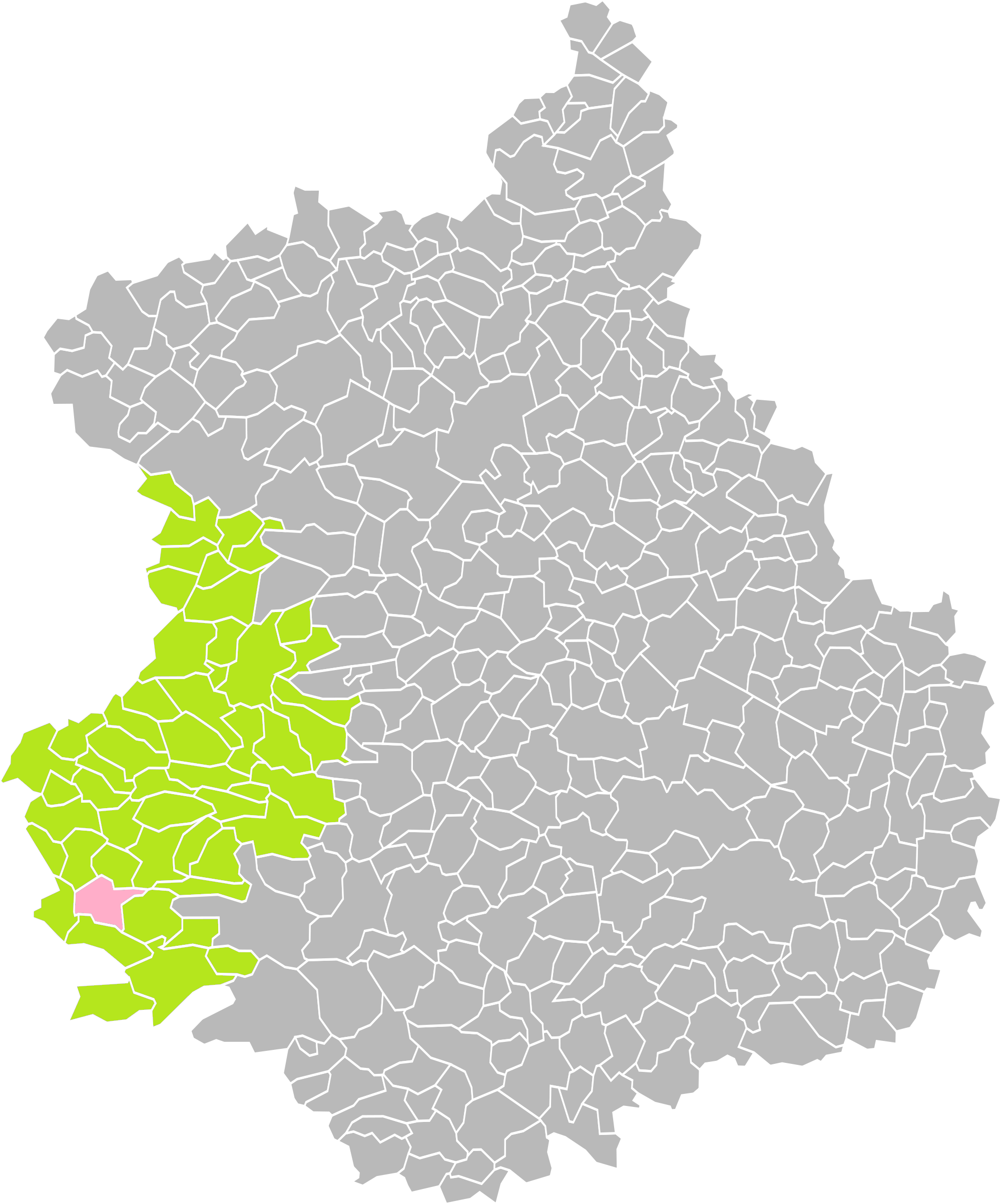
Position de l'ancienne commune d'Authon-du-Perche (en rose) dans l'arrondissement de Nogent-le-Rotrou (en vert) du département français d'Eure-et-Loir (grisé), 2016.

Authon-du-Perche est une ancienne commune du département français d'Eure-et-Loir en région Centre-Val de Loire. Elle est supprimée le 1er janvier 2019 lors de la fusion avec la commune voisine de Soizé, les deux anciennes communes devenant communes déléguées,.